# Hilla lilla
Hilla lilla (klassifikation: SMB 16, TSB A 42) är en naturmytisk balladtyp som finns upptecknad i Sveriges Medeltida Ballader i fjorton svenska varianter från slutet av 1600-talet och framåt. Fem av varianterna är försedda med melodier.

## Handling
Drottningen får höra att Hilla lilla (alternativt Hilda eller Hilda lilla) sitter och syr, men är 'vill i sin söm'. Drottningen ger Hilla lilla ett kraftigt slag på kinden. Hilla lilla förtäljer sina sorger. Hon flydde med den engelske kungasonen Hillebrand från en annan man som försökt locka av henne hennes ära. En stor samling av hennes släktingar anföll dem. Hillebrand hade bett Hilla lilla att inte uttala hans namn, men när han slagit ihjäl ett flertal av hennes släktingar ropade hon åt honom att höra upp, och råkade så ändå säga namnet. Hillebrand sårades och dog, och Hilla lillas släktingar straffade henne hårt. När Hilla lilla har berättat färdigt, så dör hon.
I vissa varianter syr inte Hilla lilla, utan sover, och drottningen straffar henne för att hon är 'vill i sin sömn'. I vissa varianter straffas hon för att hon gråter. I vissa varianter sålde Hilla lillas släkt henne för en kyrkklocka. Hon plågas var gång hon hör klockan. Både handlingen och i vissa varianter namnen är likartade i balladen Redebold och Gullborg, SMB 15.

## Paralleller på andra språk
Balladtypen finns också på danska (DgF 83, varianterna A-D samt L).